# Climacoidea purii
Climacoidea purii är en kräftdjursart som beskrevs av Dietmar Keyser 1975. Climacoidea purii ingår i släktet Climacoidea och familjen Trachyleberididae. Inga underarter finns listade i Catalogue of Life.